# 마에다 고지
마에다 고지(일본어: 前田 浩二, 1969년 2월 3일 ~ )는 일본의 전 축구 선수이다.

## 구단 경력
1991년 일본 사커 리그의 마쓰시타 전기(감바 오사카)에 입단했다. 1993년부터 1995년까지 재팬 풋볼 리그의 PJM 퓨처스(사간 도스)와 후쿠오카 브룩스(아비스파 후쿠오카)에서 뛰었다. 1996년 J1리그의 요코하마 플뤼겔스로 이적했다. 1997년에 천황배 준우승, 1998년에 천황배 우승을 차지했다. 1999년 J1리그의 주빌로 이와타로 이적했다. 2000년부터 2002년까지 FC 도쿄, 아비스파 후쿠오카, 비셀 고베, 비셀 고베에서 뛰었다.

## 지도자 경력
2012년 아비스파 후쿠오카의 감독으로 취임하였다. 2013년 가이나레 돗토리의 감독으로 취임하였다.